# ساخت زبان فارسی (کتاب افراشی)
ساخت زبان فارسی درسنامه‌ای از آزیتا افراشی است که در سال ۱۳۸۶ از سوی سازمان سمت منتشر شد و تا مرداد ۱۳۹۸ به چاپ سیزدهم رسید. مؤلف در این کتاب، ضمن معرفی مفاهیمِ بنیادی زبان‌شناختی، به ویژگی‌های آوایی-واجی، صرفی و نحوی زبان فارسی پرداخته‌است.

## نقد و بررسی
سه نقد مفصل بر این کتاب نوشته شده‌است. نقدِ مهرداد نغزگوی کهن (استاد دانشگاه بوعلی‌سینا) بر این کتاب، برگزیدهٔ ششمین دورهٔ جشنواره نقد کتاب شد.
فریبا قطره (استاد دانشگاه الزهرا) معتقد است کتاب می‌تواند خلأ بزرگی را در میان منابع فارسی زبان‌شناسی پر کند.
لیلا شریفی با رویکرد معیارهای نقد و نقدِ بر نقد، به بررسی این کتاب پرداخته‌است.
شورای بررسی متون هم نقد کوتاهی بر این کتاب منتشر کرده‌است.